# Günther von Pappritz

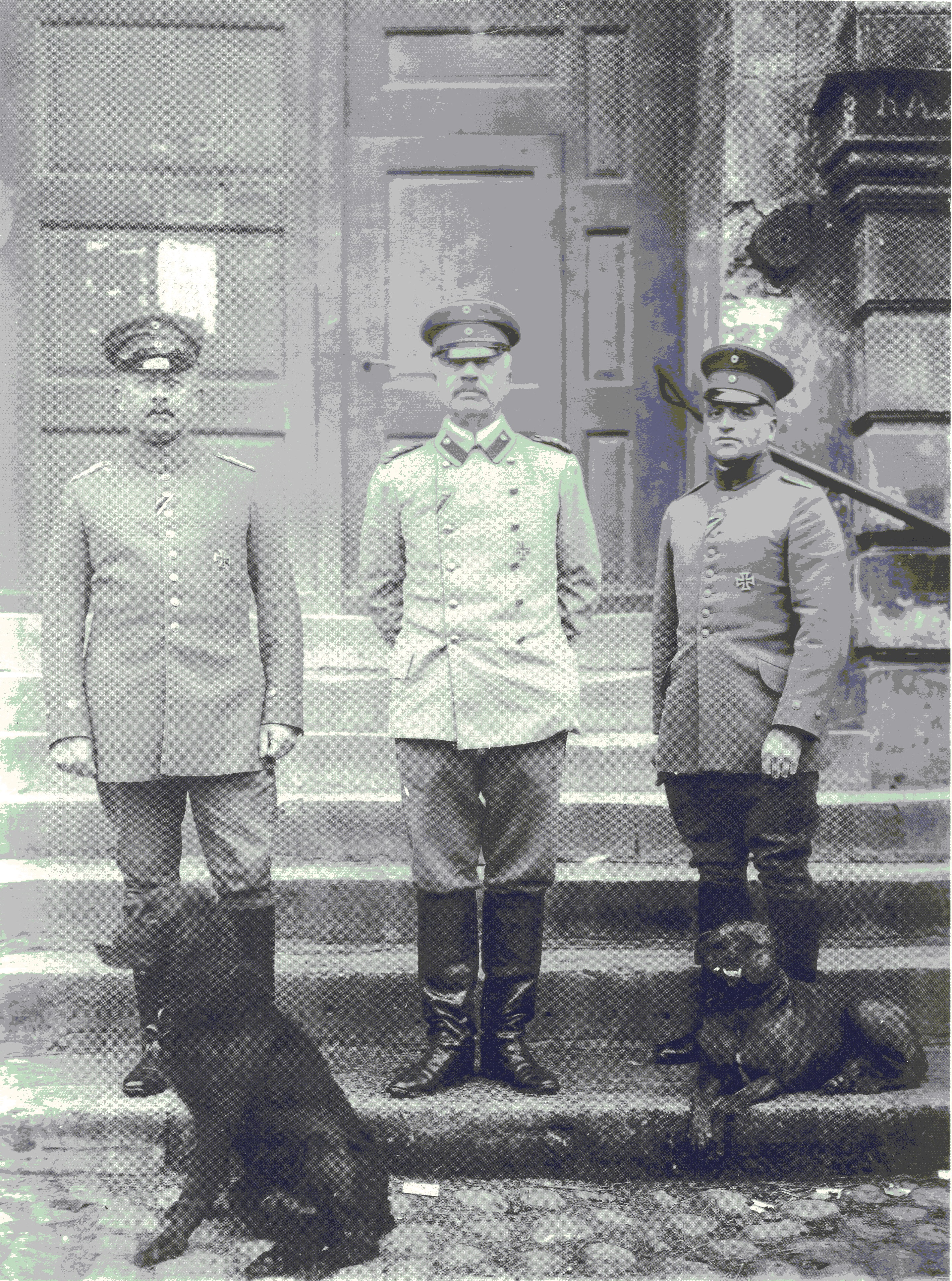
Günther von Pappritz mit seinen Adjudaten

Günther Otto Friedrich Pappritz, seit 1901 Günther von Pappritz (* 29. Februar 1856 in Radach bei Drossen; † 30. Mai 1936 in Oranienburg) war ein preußischer General der Kavallerie sowie Gouverneur von Königsberg im Ersten Weltkrieg.

## Leben
Pappritz absolvierte die Klosterschule in Roßleben, trat am 13. Oktober 1874 in das 1. Garde-Feldartillerie-Regiment der Preußischen Armee in Berlin ein und wurde am 12. Februar 1876 zum Sekondeleutnant befördert. Von 1885 bis 1888 studierte er an der Kriegsakademie. Anschließend kommandierte man ihn 1889 in den Generalstab. Später war er Kommandeur eines Ulanenregimentes und diente 1900 im Generalstab des Armee-Oberkommando in Ostasien während des Boxeraufstandes in China. Nach seiner Rückkehr aus Asien wurde er in den Großen Generalstab versetzt. Am 28. November 1901 erhielt Pappritz in Anerkennung seiner Verdienste vom Kaiser Wilhelm II. den Adelstitel. 1906 als Oberst war Pappritz Chef des Generalstabes des XV. Armee-Korps und bereits vor seiner Beförderung zum Generalleutnant am 1. Oktober 1913 zum Gouverneur der Festung Königsberg ernannt.
Während des Ersten Weltkriegs hatte Pappritz diesen Posten weiterhin inne und fungierte außerdem noch als Führer des Generalkommandos z. b. V. Nr. 60. Am 22. März 1918 wurde Pappritz zum General der Kavallerie befördert.
Das Foto (1915/6) zeigt v. Pappritz mit zwei Adjutanten vor der Eingangstür zur Schatzkammer im Ostflügel von Schloss Mitau (Jelgava). Der Anfang des russischen Wortes (oben rechts) ist deutlich zu erkennen: „КАЗ“ (= КАЗНАЧЕЙСТВО). Mitau wurde am 1. August 1915 eingenommen.

## Auszeichnungen
Pappritz war außerdem Inhaber folgender Orden und Ehrenzeichen:
- Roter Adlerorden II. Klasse mit Eichenlaub[5]
- Kronenorden II. Klasse mit dem Stern und Schwertern am Ringe[5]
- Preußisches Dienstauszeichnungskreuz[5]
- Komtur II. Klasse des Ordens vom Zähringer Löwen[5]
- Offizierskreuz des Bayerischen Militärverdienstorden[5]
- Komtur I. Klasse des Albrechts-Ordens[5]
- Komtur II. Klasse des Herzoglich Sachsen-Ernestinischen Hausordens[5]
- Waldeckisches Verdienstkreuz III. Klasse[5]
- Kommentur II. Klasse des Friedrichs-Ordens[5]
- Offizier des Ordens der Aufgehenden Sonne[5]
- Offizier des Ritterordens der Hl. Mauritius und Lazarus[5]

## Ehrungen
1937 wurde in Berlin eine Straße in Lankwitz nach dem General benannt, heute im Bezirk Steglitz-Zehlendorf.